# 小原せん吉

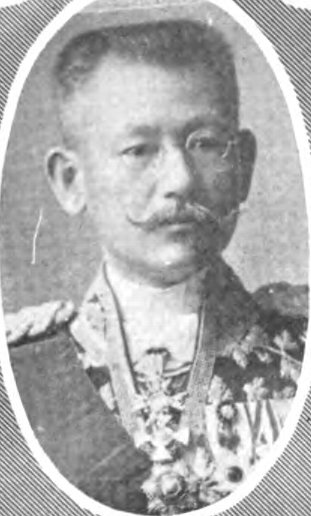
小原駩吉

小原 駩吉（おはら せんきち、1871年3月7日（明治4年1月17日） - 1932年（昭和7年）5月15日）は、明治から昭和戦前期の宮内官僚、華族（男爵）。貴族院議員。

## 生涯
1871年（明治4年）小原忠迪の長男として生まれる。祖父は大垣藩家老だった小原鉄心（忠寛）。
1896年（明治29年）帝国大学法科大学を卒業。同年拓殖務省の属となり、貴族院などで書記官を務めたのち宮内省に入る。宮内省では調度頭、内匠頭、宮中顧問官を歴任。1925年（大正14年）7月10日、貴族院男爵議員となり、公正会に所属し没時まで在職した。
1932年（昭和7年）5月没（62歳）。正三位勲一等。

## 栄典
位階
- 1900年（明治33年）9月10日 - 従五位[5]
- 1920年（大正9年）11月10日 - 従三位[6]

勲章等
- 1916年（大正5年）1月19日 - 勲二等瑞宝章[7]
- 1921年（大正10年）7月1日 - 第一回国勢調査記念章[8]
- 1924年（大正13年）4月9日 - 勲一等瑞宝章

## 親族
- 祖父・小原鉄心
- 父・小原忠迪
- 姉・鉄 - 野村龍太郎の妻。
- 妻・英 - 丹羽龍之助の長女。『平成新修旧華族家系大成』は3男4女を載せる。
- 長男・小原謙太郎 - 家督を継ぎ、のちに貴族院議員となった。
- 長女・百合子 - 東郷彪の妻
- 次女・花子 - 中橋武一の妻
- 三女・園子 - 福井菊三郎長男孝一の妻
- 四女・菊枝 - 堀越善重郎長男創の妻。堀越家は輸出商「堀越商会」を経営する東京府多額納税者。創の母は前田献吉の娘
- 次男・譲次郎 - 長尾良吉の婿養子になった。